# حلال‌پوشی

فرایند حل شدن سدیم کلرید در آب:در این فرایند، یون‌های سدیم به دلیل بار مثبت از طرف اتم های اکسیژن احاطه می‌شوند و یون‌های کلرید نیز به دلیل بار منفی از سر اتم‌های هیدروژن احاطه می‌شوند.

حلال پوشی (به انگلیسی: Solvation) در علم شیمی و در مبحث محلول‌ها کاربرد داشته و عبارت است از فرایند احاطه شدن مولکول‌ها یا یون‌های ماده حل شده به وسیله مولکول‌ها یا یون‌های ماده حلّال. آبپوشی نوع خاصی از این فرایند است که عبارت است از حل شدن ماده‌ای در آب مانند حل شدن نمک طعام در آب.